# H2~너와 있던 날들
《H2~너와 있던 날들》(H2~君といた日々)은 TBS에서 2005년 1월 13일부터 3월 24일까지 방송된 아다치 미쓰루의 만화 작품 "H2"를 원작으로 하는 텔레비전 드라마이다. 감독은 츠츠미 유키히코이며, 평균 시청률 11.7%이다.

## 출연진
- 야마다 다카유키
- 이시하라 사토미
- 다나키 유키타로
- 이치카와 유이
- 이시가키 유마
- 나카오 아키요시
- 호죠 타카시
- 칸지야 시호리
- 마토바 코지
- 타마루 마키
- 야나기사와 싱고
- 시노 마코
- 나나세 나츠미
- 스기모토 텟타
- 엔조지 아야
- 타케노 이사오
- 류 라이타

## 제작진
- 원작 : 아다치 미쓰루
- 각본 : 세키 에리카, 야마자키 준야
- 음악 : 사토 나오키
- 프로듀서 : 이치야마 류지
- 연출 : 츠츠미 유키히코, 이마이 나츠키, 키토 미치조, 마루모 노리코
- 제작 : 사무실 크레센도, TBS

## 주제가
- K 〈over...〉
  - 작사: shungo. / 작곡: tetsuhiko / 편곡: tasuku (소니 뮤직 레코드)

## 방영일 및 시청률
| 각화                                      | 방영일          | 부제                                 | 시청률 |
| ----------------------------------------- | --------------- | ------------------------------------ | ------ |
| 제1화                                     | 2005년 1월 13일 | 2명의 영웅                           | 13.0%  |
| 제2화                                     | 2005년 1월 20일 | 무서운 교장과 둘만의 응원단          | 13.2%  |
| 제3화                                     | 2005년 1월 27일 | 소꿉 친구는 중요합니까               | 11.4%  |
| 제4화                                     | 2005년 2월 3일  | 두 번째 봄 ... 두근 거림의 첫 데이트 | 11.4%  |
| 제5화                                     | 2005년 2월 10일 | 첫 승리 ... 키스하나요?              | 12.2%  |
| 제6화                                     | 2005년 2월 17일 | 자 고시엔! 교체 W 데이트             | 11.4%  |
| 제7화                                     | 2005년 2월 24일 | ... 꿈이 아닌 거지                   | 10.8%  |
| 제8화                                     | 2005년 3월 3일  | 2학년 가을 ... 각각의 선택           | 10.6%  |
| 제9화                                     | 2005년 3월 10일 | 약속의 여름에                        | 9.9%   |
| 제10화                                    | 2005년 3월 17일 | 다시 선택 마지막 고시엔 준결승       | 10.8%  |
| 최종회                                    | 2005년 3월 24일 | 변함없는 마음 ... 운명의 대결        | 12.8%  |
| 평균 시청률: 11.6%                        |                 |                                      |        |
| (시청률은 간토 지방·비디오 리서치사 조사) |                 |                                      |        |